# 1286 Banachiewicza
Banachiewicza (asteróide 1286) é um asteróide da cintura principal, a 2,754995 UA. Possui uma excentricidade de 0,0884699 e um período orbital de 1 919,21 dias (5,26 anos).
Banachiewicza tem uma velocidade orbital média de 17,1323859 km/s e uma inclinação de 9,73977º.
Esse asteróide foi descoberto em 25 de Agosto de 1933 por Sylvain Arend.